# 轨道车

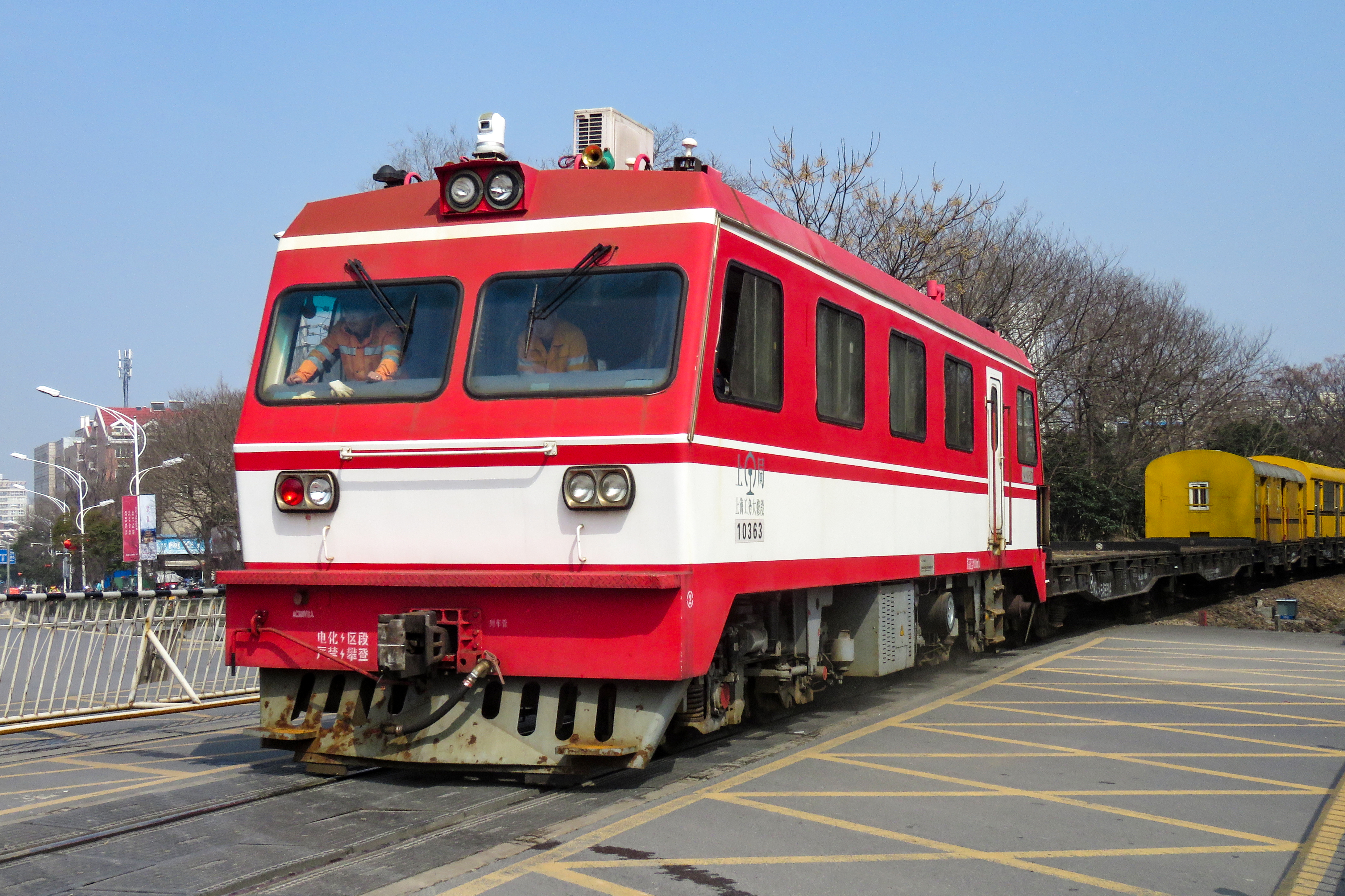
秦岭GC-270型轨道车

轨道车是指功率在736kW以下，能在铁路线上运行和牵引的专用小型内燃机车，而且通常只是一節内燃机车，是铁路的建设、维护时施工部门主要的运输设备。

## 历史
在轨道车出现前，以人力作为走行动力的人力压道车曾是检查线路和运输作业人员和物资的主要运输设备。由于人力压道车速度慢、载重量低，在轨道车出现后迅速被轨道车取代。1896年，戴姆勒汽车生产出第一辆汽油驱动的轨道车，时速约24km/h。1990年代后，轨道车逐渐被公铁两用车取代。

## 分类

### 轻型轨道车

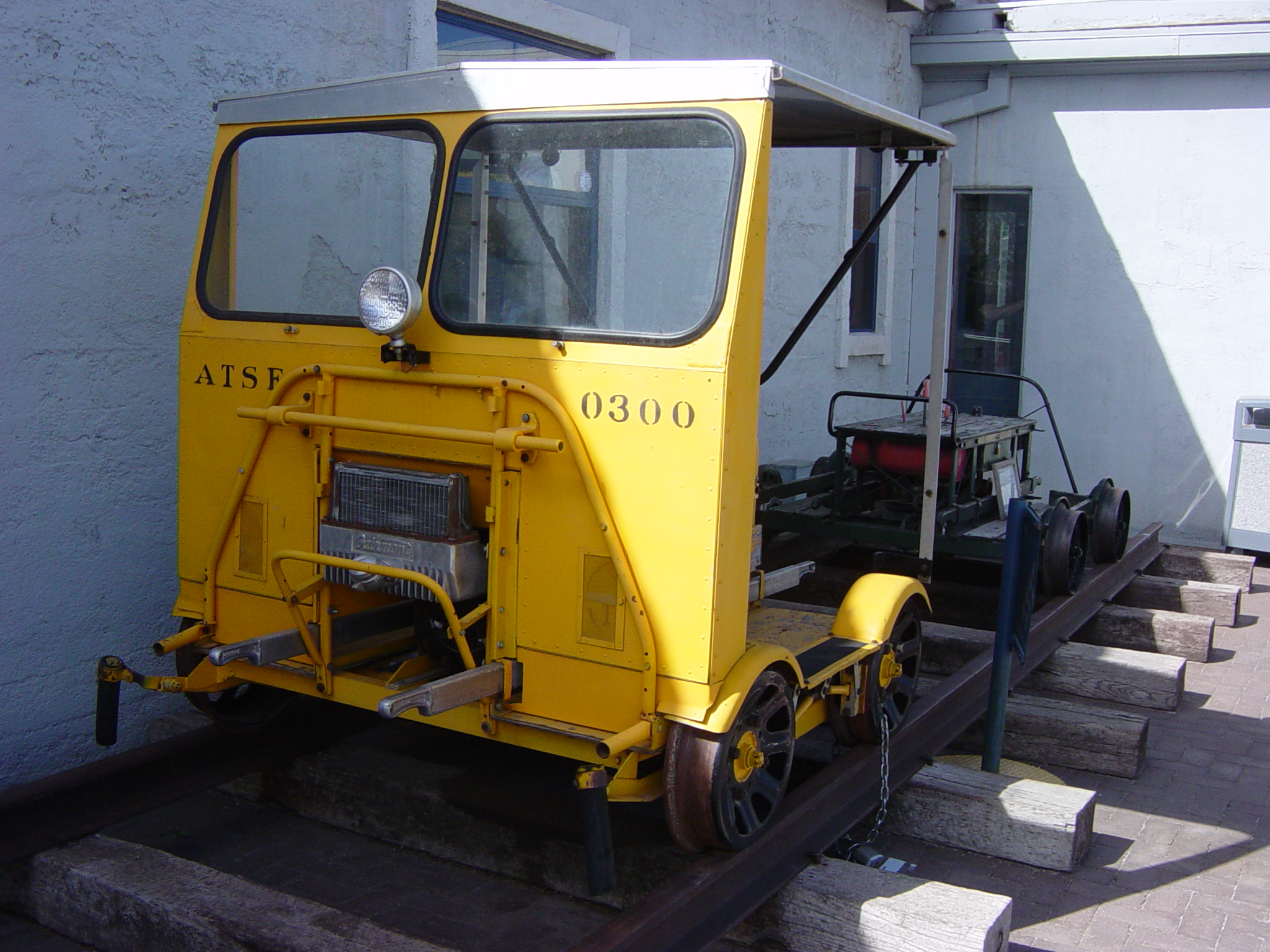
美国艾奇逊、托皮卡和圣塔菲铁路的轻型轨道车

轻型轨道车是指由随乘人员随时能撤出线路外的轨道车，一般只有两轴，自重小于3吨，发动机功率在90kW以下，最高运行速度不超过60km/h。由于自重较小，速度较低，无需装备空气制动机。其运用较为灵活，可利用列车间隔或跟随列车后运行，在沿线施工地点下道，故占用干线时间少，通常可不按列车运行办理。此外，轻型轨道车的轮对结构设有电气绝缘装置，以保障其在自动闭塞区间行驶时不会干扰信号的显示。
由于需要随时随地上下道或换向，轻型轨道车上装有下道装置，使其能够快速、方便地上下道或转向。下道装置通常为液压式，随乘人员操作液压泵将轨道车从垫梁上顶起，待轮缘高出轨面后便可推动轨道车转动90°下道或调转方向。较老的轻型轨道车如长江750型轨道车没有液压下道装置，但因其自重较轻，只需六人便可将其抬离线路。

### 重型轨道车

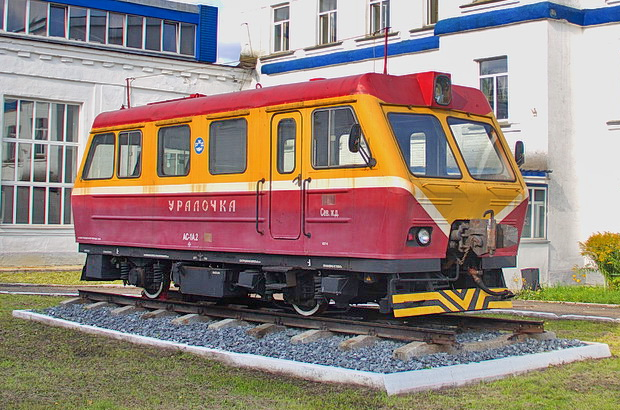
俄罗斯铁路AS1A型重型轨道车

不能由搭乘人员随时撤出线路的轨道车被称为重型轨道车。相比于轻型轨道车，重型轨道车体积更大，速度更高，能牵引更多的车辆。同时，重型轨道车具有双向走行、牵引功能，无需进行换向作业。重型轨道车在单机运行时虽然不满足列车的条件，但仍需按列车运行的规定办理。
重型轨道车除普通轨道车外包含许多种类。起重轨道车主要用于线路施工、检修、抢修时的吊装作业；公务轨道车可用于铁路运输、巡查、抢险、事故救援指挥时现场办公用车；轨道平车是指能由轨道车牵引，载重量为30t以下的专用平车，用于物料的运输。普通的重型轨道车则有更大的空间，部分型号的重型轨道车如GCD-450的司机室还兼备休息间的功能，设有厨柜和卧铺，为司乘人员野外作业提供生活条件。

## 型号

### 中国大陆
轨道车的型号众多，中国大陆生产的轨道车型号的编制需依照《铁路线路机械产品型号编制方法》，轨道车的型号分为以下四部分：
- 类别代号，或“名称代号”，用其名称每个字的汉语拼音第一个字母大写表示。“GCQ”表示轻型轨道车，“GC”表示重型轨道车，“PC”表示轨道平车等；
- 特征代号，或“结构特点代号”，用于表示轨道车的传动方式。“Y”表示液力传动，“D”表示电力传动，机械传动不标号；
- 主要参数，普通轨道车的主要参数是指发动机功率，起重轨道车的主要参数是额定起重量，轨道平车的主要参数是载重量；
- 设计序号，或“改进代号”，当轨道车的结构有重大改进时，应以罗马数字在轨道车的型号后面标注改进代号。[12][13]

### 美国
- Beavercar  —
  - BMC-2
  - BMC-4
  - BMC-B
- 布达制造
- 凯西·琼斯  （Casey Jones） —
  - 531
- 费尔班克斯莫尔斯
  - 40-B
  - 101
  - 757
- 费尔蒙铁路汽车公司
  - M14
  - S2
  - S2-A
  - S9，
  - S9，
  - S9-A
  - S9-B
  - S9-C
  - S9-D
  - 1100
  - 2100
  - 3100
  - 4100
  - 5100
  - 6100
  - A2-A8系列
  - M2
  - M9
  - MT14
  - M15
  - M17
  - M19
  - MT19
  - S2
  - ST2
  - C7
  - CD7
  - CK7
  - CR7

## 运用

### 工务
工务作业是轨道车最主要的用途，作为铁路设备维修、大修、基建等施工部门执行任务的主要运输设备，轨道车为运输人员、牵引养路机械提供动力。

### 调车
除工务作业外，轨道车也可代替调车机车进行调车作业。部分专门为调车作业设计的型号如秦岭GCY350型将司机室布置在中部，为调车作业提供了更佳的视野。

### 客运
轨道车在客流较小的线路上可用于客运。2016年7月5日，哈尔滨铁路局使用两台金鹰轨道车牵引一辆25B型客车在新穆棱站与老穆棱站之间开行7对摆渡列车，以解决牡绥铁路线路调整后给居民出行带来的不便。朔黄铁路采用单节定员98人的金鹰GCY720型安监轨道车在沧州西至黄骅港间开行通勤车，目前该车每周一、三、五、六运行。

### 个人收藏
随着轻型轨道车的大量淘汰，部分轻型轨道车被铁路爱好者买下并翻新。20世纪80年代，北美洲的轨道车收藏者们成立了北美轨道车司机协会（NARCOA）。在协会的组织下，会员可以在美国和加拿大的铁路上驾驶自己收藏的轨道车。

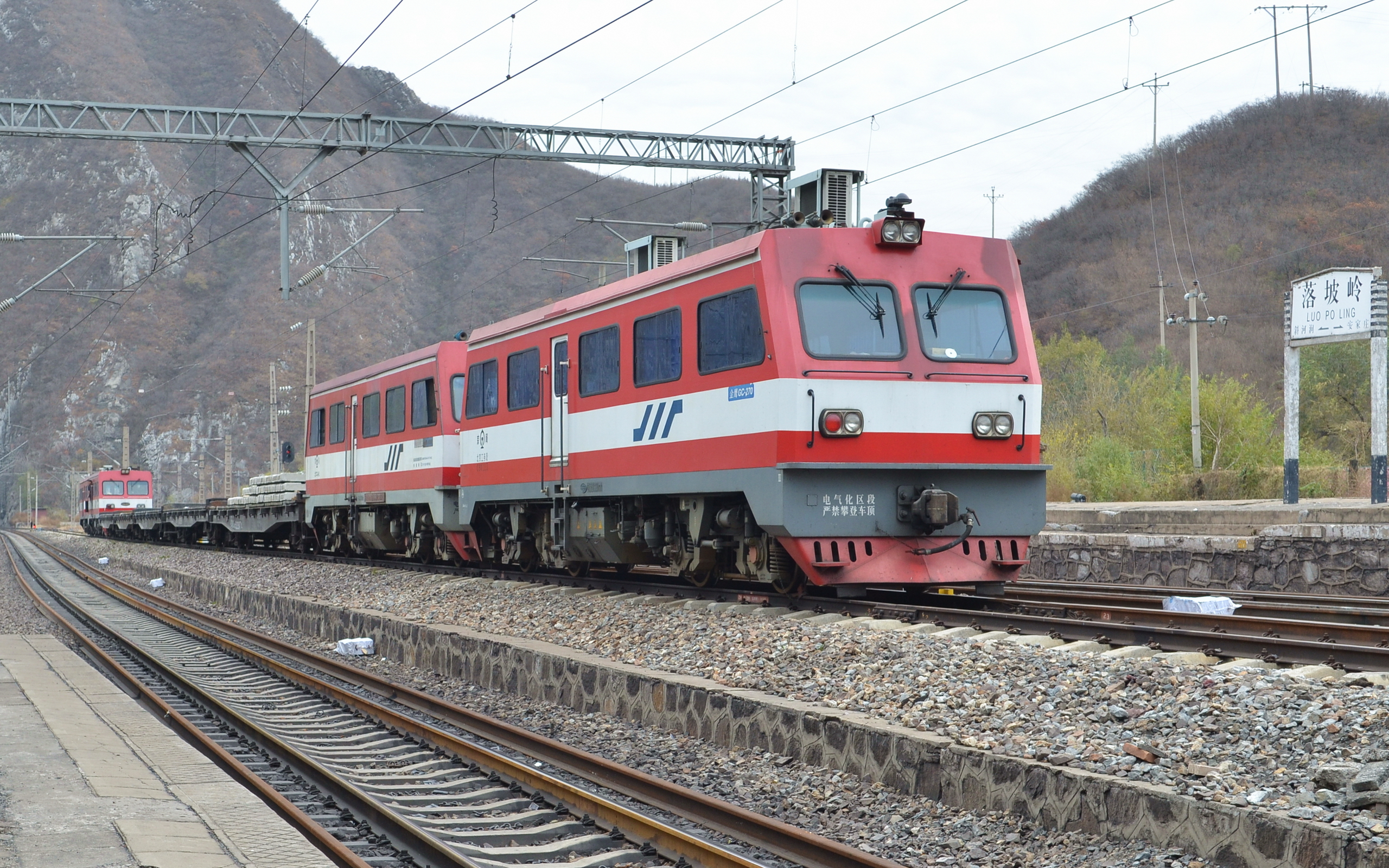
运送轨枕的轨道车与轨道平车
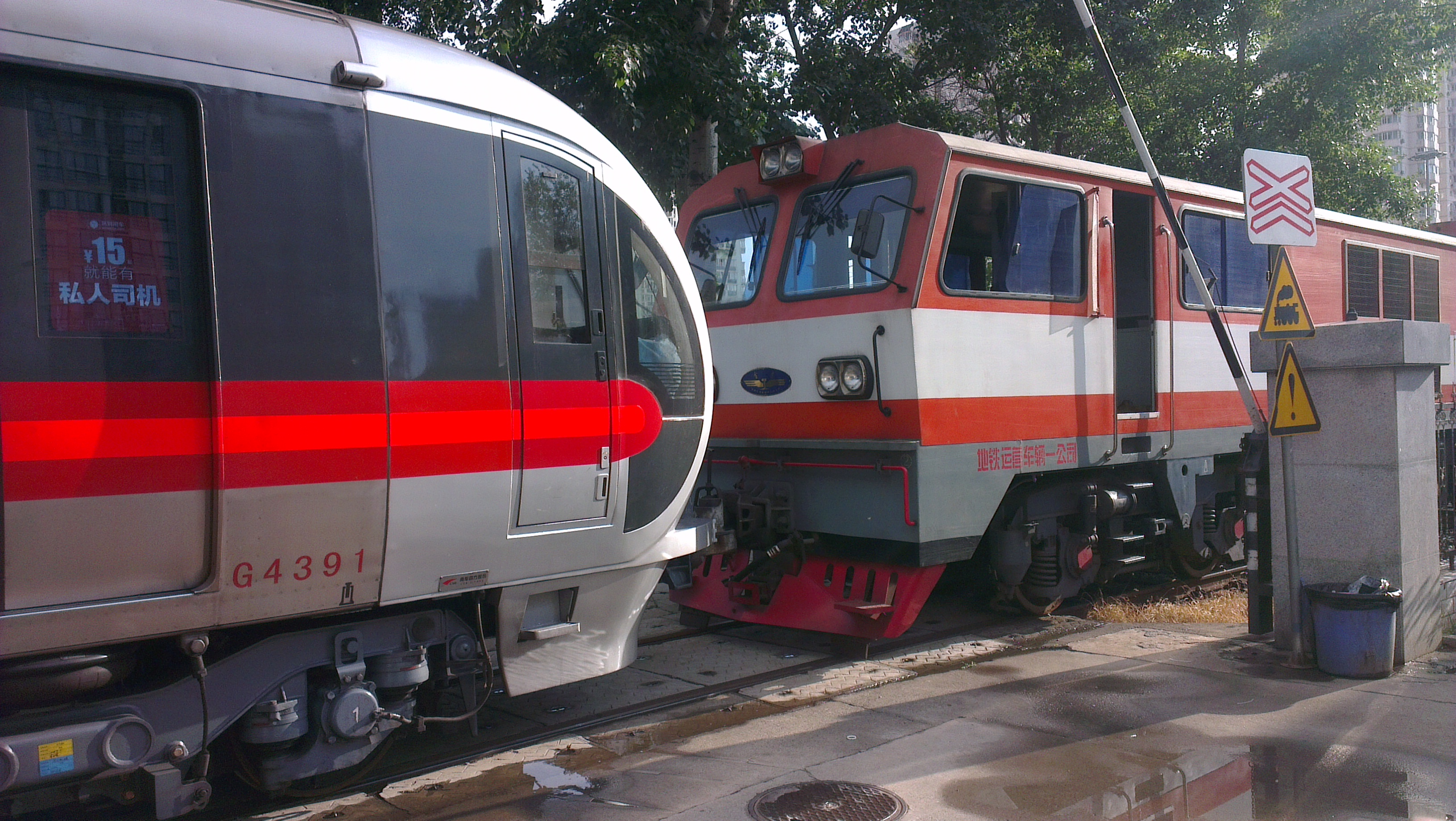
北京地铁的轨道车正在进行调车作业
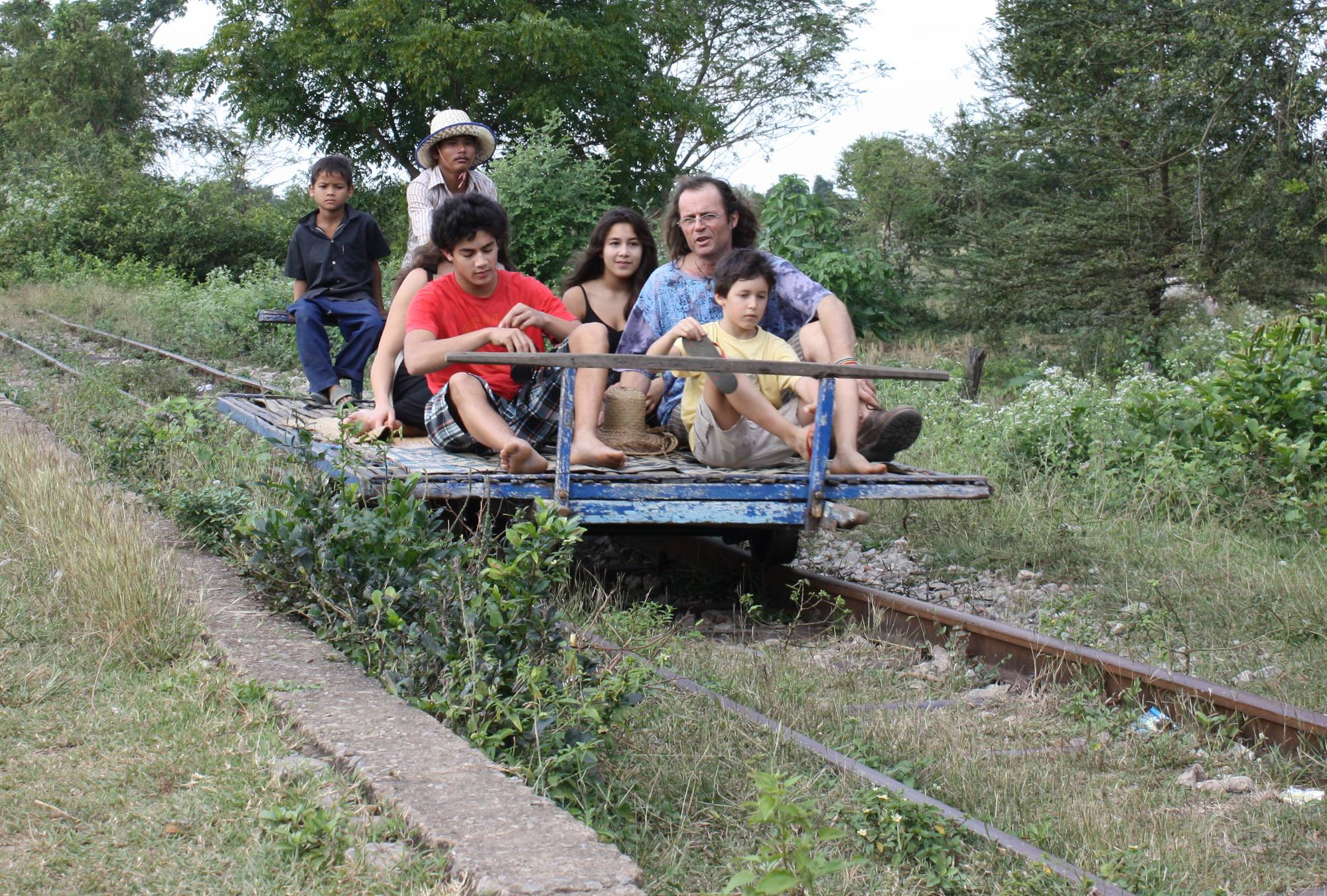
柬埔寨用于旅游观光的“竹制轨道车”
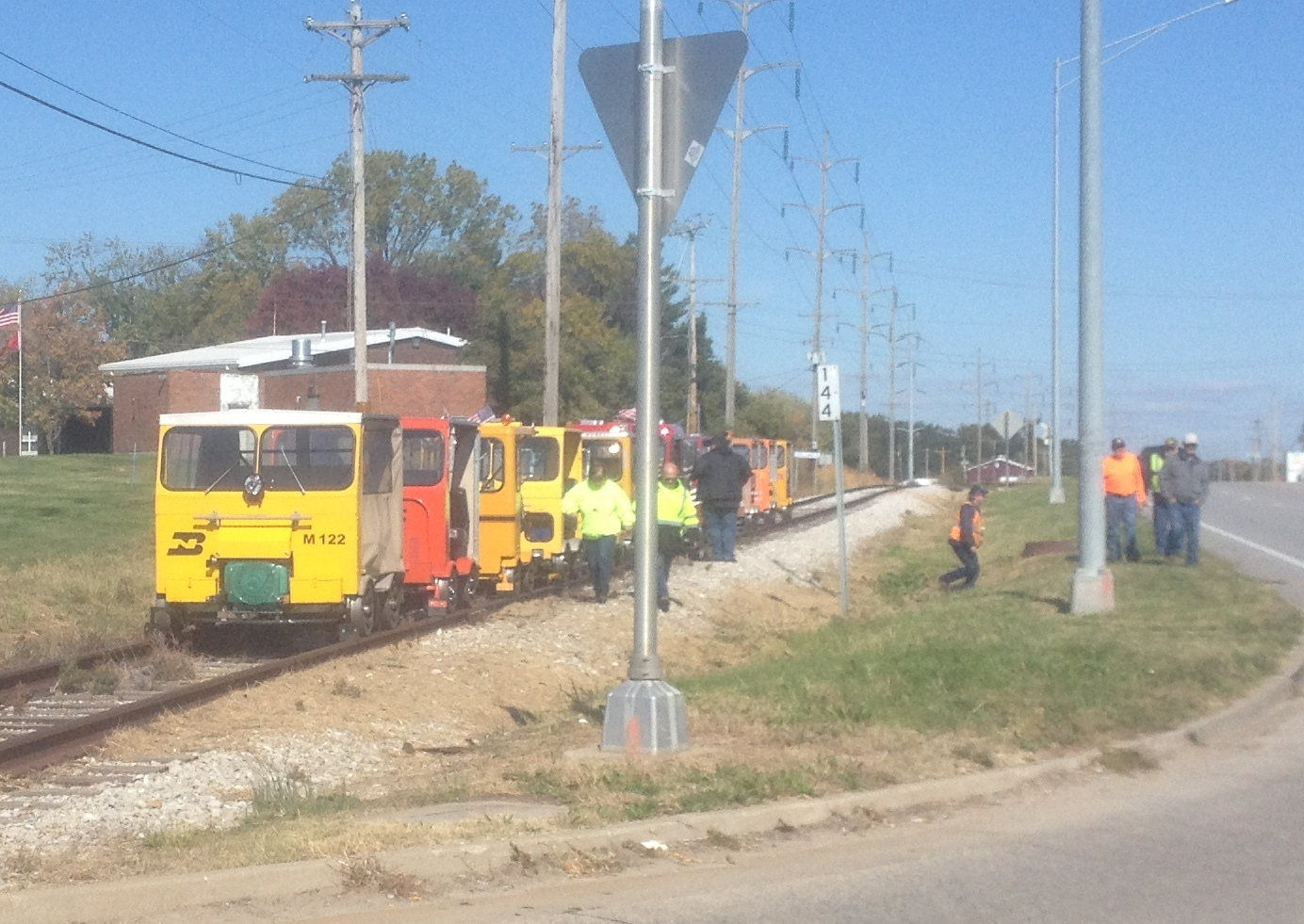
NARCOA组织轨道车收藏者集体运转

## 尺寸
轻型轨道车的大致尺寸如下。由于基本模型和定制的多样性，这些不是固定数字。这些值来自Fairmont A4-D。
- 轨轨距：1435毫米（4英尺  8 1 / 2   中）标准轨距（56.5英寸）
- 重量：3,500磅（1,588公斤）
- 宽度：64英寸（1,626毫米）
- 高度：60英寸（1,524毫米）
- 长度：9英尺2英寸（2,794毫米）（〜110英寸）
- 车轮直径：16英寸（406毫米）
- 地板高度：车轮直径的80–120％；11英寸（279毫米）-17英寸（432毫米）